# Parasiopelus
Parasiopelus is een geslacht van kevers uit de familie van de loopkevers (Carabidae). De wetenschappelijke naam van het geslacht is voor het eerst geldig gepubliceerd in 1950 door Basilewsky.

## Soorten
Het geslacht Parasiopelus omvat de volgende soorten:
- Parasiopelus ornatus (Peringuey, 1892)
- Parasiopelus somalicus (Basilewsky, 1957)